# Negurenii Vechi
Negurenii Vechi è un comune della Moldavia situato nel distretto di Ungheni di 2.237 abitanti al censimento del 2004.

## Località
Il comune è formato dall'insieme della seguenti località (popolazione 2004):
- Negurenii Vechi (675 abitanti)
- Coşeni (387 abitanti)
- Ţîghira (773 abitanti)
- Zăzulenii Vechi (402 abitanti)